# Victor André Laurent Eynac
Victor André Laurent Eynac (Le Monastier-sur-Gazeille, 4 ottobre 1886 – Parigi, 16 dicembre 1970) è stato un politico francese.

## Biografia
Giornalista, e poi avvocato, fu eletto per la prima volta a 21 anni, nel Consiglio generale del cantone dell'Alta Loira, nelle file del partito radicale francese. Nel 1913, all'età di 27 anni, venne eletto deputato (rimanendovi fino al 1935) all'Assemblea Generale. Durante la prima guerra mondiale prestò servizio come pilota in un'unità da bombardamento dell'Aéronautique Militaire. Dal 17 gennaio 1921 al 19 luglio 1926 fu sottosegretario di stato all'Aeronautica ed ai Trasporti Aerei. Pur non disponendo di alcun budget finanziario egli si impegno a fondo per far progredire l'aviazione francese. Tenne discorsi alla Camera dei Deputati, all'Aero Club di Francia, scrisse articoli sui giornali, sostenne sempre l'industria aeronautica nazionale ed organizzò meeting aeronautici per far risaltare l'aviazione francese.
Nel 1927 assunse l'aviatore Jean Baptiste Salis (1896–1967) come pilota personale del suo trimotore Caudron C 61. Fu il primo ministro francese dell'Aeronautica, ministero creato il 4 settembre 1928 con il compito di migliorare la situazione del settore del trasporto aereo in Francia, che si trovava in crisi verso la fine degli anni Trenta. Durante il suo ministero furono create scuole di ingegneria aeronautica, di pilotaggio, e di aviazione civile. Ma la decisione più importante fu la creazione di un'arma aerea indipendente, l'Armée de l'air, che nacque ufficialmente nel 1933. Egli si avvalse della competenza del Maresciallo Lyautey, nominato presidente del comitato della propaganda aeronautica e dell'ingegnere Albert Caquot (1881–1976) alla direzione tecnica generale dell'aeronautica.
Mantenne l'incarico di ministro dell'aviazione fino al 13 dicembre 1930. Nel 1933 assunse l'incarico di presidente della Fédération Française Aéronautique. Nel 1935 venne eletto per la prima volta senatore della Repubblica, carica che mantenne fino al 1940. Da senatore si oppose alla nazionalizzazione dell'industria aeronautica francese, voluta dal ministro Pierre Cot, ed avvenuta a partire dal 1936.
Dal 21 marzo al 16 giugno 1940 fu ministro dell'aeronautica nel governo di Paul Reynaud. Fu più volte ministro (poste e telecomunicazioni, commercio, lavori pubblici e infine dell'aeronautica). Muore il 16 dicembre 1970 nel VII arrondissement di Parigi.

## Incarichi governativi
- Commissario generale alle Essenze ed ai Petroli dal 2 giugno 1920 al 16 gennaio 1921
- Sottosegretario di Stato all'Aeronautica ed ai Trasporti aerei dal 17 gennaio 1921 al 19 luglio 1926
- Ministro dell'Aeronautica dal 14 settembre 1928 al 13 dicembre 1930 nel governo di Raymond Poincaré[5]
- Ministro delle Poste e delle Telecommunicazioni dal 18 dicembre 1932 al 26 ottobre 1933 nel governo Joseph Paul-Boncour e poi nel primo governo di Édouard Daladier
- Ministro del Commercio e dell'Industria nel primo governo Albert Sarraut, e poi nel secondo governo di Camille Chautemps dal 26 ottobre 1933 al 30 gennaio 1934 e nel governo Fernand Bouisson fino al 7 giugno 1935
- Ministro dei Lavori Pubblici nel quarto governo di Pierre Laval dal 7 giugno 1935 al 24 gennaio 1936
- Ministro dell'Aeronautica nel governo Paul Reynaud, dal 21 marzo al 16 giugno 1940